# Leo Kadanoff
Leo Philip Kadanoff (New York, 14 januari 1937 – Chicago, 26 oktober 2015) was een Amerikaans natuurkundige. Hij was vooral actief op het gebied van de statistische natuurkunde, chaostheorie en de theoretische fysica van de gecondenseerde materie.

## Biografie
Kadanoff promoveerde aan de Harvard-universiteit waar hij eerder al zowel zijn bachelor als mastergraad had behaald. Na een tweejarige postdoctorale studie aan het Niels Bohr-instituut voor Theoretisch Studies in Kopenhagen kwam hij in 1962 als docent terecht op de natuurkundefaculteit van de Universiteit van Illinois. In 1965 werd hij er hoogleraar.
Zijn onderzoek focuste zich aanvankelijk supergeleiding. Eind jaren zestig ging zich bezighouden met faseovergangen van materie. Hij demonstreerde dat plotselinge veranderingen in materiaaleigenschappen (zoals de magnetisatie van een magneet of het koken van een vloeistof) verklaard konden worden in termen van schaling en universaliteit. Zijn ideeën op het gebied van de statistische fysica bleken ook toepasbaar te zijn in andere gebieden van de natuurkunde, zoals turbulentie en zandverstuivingen. Dit leidde tot de ontwikkeling van een systematische theorie voor wat we nu 'complexe systemen' noemen.
Ter erkenning van deze prestaties werd hij in 1977 onderscheiden met de Buckley Prize van de American Physical Society, alsook met de Wolfprijs in Fysica (1980, samen met Kenneth Wilson en Michael Fisher), de Boltzmann-medaille (1989) en de Lorentzmedaille (2006) van de Koninklijke Nederlandse Akademie van Wetenschappen.
Kadanoff stapte in 1969 over naar de Brown-universiteit in Providence, Rhode Island. Hij benutte wiskundige analogieën tussen de vaststoffysica en verstedelijking om meer inzicht te verkrijgen in het laatstgenoemde. Zozeer zelfs dat hij een belangrijke bijdrage leverde in het planningsprogramma van Rhode Island. In 1978 vertrok hij naar de Universiteit van Chicago, waar hij de MacArthur-leerstoel verkreeg. Veel van zijn werk in de tweede helft van zijn carrière betrof bijdragen aan de chaostheorie, voor zowel mechanische als vloeistofsystemen. In 1982 werd hij gekozen als lid van de American Academy of Arts and Sciences; in 2007 diende hij als voorzitter van de American Physical Society (APS).
In 1999 werd hij onderscheiden met de National Medal of Science, uitgereikt door president Bill Clinton. Andere onderscheidingen die hij kreeg waren onder andere de Centennial Medal van de Harvard-universiteit, de Lars Onsager Prize (1998) van de APS, de Grande Medaille d'Or van de Franse Académie des sciences en de Isaac Newton Medal (2011).